# Isabel le Despenser, 5. Baroness Burghersh
Isabel le Despenser, 5. Baroness Burghersh LG (* 26. Juli 1400; † 27. Dezember 1439 in London), war eine englische Adlige.

## Leben
Isabel wurde in Cardiff Castle oder in Elmley in Worcestershire als postume Tochter von Thomas le Despenser und von Constance Langley geboren. Ihr Vater war im Januar 1400 als Rebell gegen den König hingerichtet worden, doch ihrer Mutter wurde schließlich ein Teil der Besitzungen ihres Mannes wieder zugesprochen. 1404 wurde ihr Vormund John Grove, ein Gardist des Königs. Nach dem kinderlosen Tod ihres Bruders Richard le Despenser, 4. Baron Burghersh, erbte Isabel 1414 den Titel Baroness Burghersh. Nach dem Tod ihrer Mutter Constance erbte sie 1416 deren Ländereien, vor allem die Herrschaft Glamorgan in Wales.
In erster Ehe wurde sie 27. Juli 1411 in Tewkesbury mit Richard de Beauchamp, 2. Baron Bergavenny, verheiratet. Ihr Mann wurde 1421 zum Earl of Worcester erhoben, wurde jedoch 1422 im Krieg in Frankreich tödlich verwundet. Isabel heiratete am 26. November 1423 in Hanley Castle in Worcestershire in zweiter Ehe Richard de Beauchamp, 13. Earl of Warwick, einen Cousin ihres ersten Mannes. Wegen zu naher Verwandtschaft benötigte sie für die Ehe einen päpstlichen Dispens.
Sie wurde 1432 in den Hosenbandorden aufgenommen. Sie starb wenige Monate nach ihrem Mann im Minoritenkloster in London und wurde am 13. Januar 1440 in Tewkesbury Abbey begraben.

## Nachkommen
Aus ihrer ersten Ehe hatte sie eine Tochter: 
- Elizabeth Beauchamp, Baroness Bergavenny (* 16. September 1415; † 18. Juni 1448) ⚭ Edward Nevill, 1. Baron Bergavenny

Aus ihrer zweiten Ehe hatte sie zwei Kinder:
- Henry de Beauchamp, 1. Duke of Warwick (1425–1446)
- Anne Neville, 16. Countess of Warwick (1426–1492) ⚭ Richard Neville, 16. Earl of Warwick

Ihr Erbe wurde ihr Sohn Henry.